# Манорхамилтон
Манорхамилтон (Манор-Гамильтон; англ. Manorhamilton; ирл. Cluainín, Клуанинь, ранее — англ. Clooneen) — (переписной) посёлок в Ирландии, находится в графстве Литрим (провинция Коннахт).

## История
Местная железнодорожная станция была открыта 1 декабря 1880 года как часть Sligo Leitrim & Northern Counties Railway (SLNCR) и вместе со всей линией была закрыта 1 октября 1957 года.

## Демография
Население — 1158 человек (по переписи 2006 года). В 2002 году население составляло 927 человек.
Данные переписи 2006 года:
| Общие демографические показатели |               |                               |                               |      |      |
| Всё население                    | Всё население | Изменения населения 2002—2006 | Изменения населения 2002—2006 | 2006 | 2006 |
| 2002                             | 2006          | чел.                          | %                             | муж. | жен. |
| 927                              | 1158          | 231                           | 24,9                          | 597  | 561  |

В нижеприводимых таблицах сумма всех ответов (столбец «сумма»), как правило, меньше общего населения населённого пункта (столбец «2006»).
| Религия (Тема 2 — 5 : Число людей по религиям, 2006) |             |                |             |            |       |      |
| Католики, чел.                                       | Католики, % | Другая религия | Без религии | не указано | сумма | 2006 |
| 1021                                                 | 88,2        | 82             | 50          | 5          | 1158  | 1158 |

| Этно-расовый состав (Этничность. Тема 2 — 3 : Постоянное население по этническому или культурному происхождению, 2006) |            |              |       |        |        |            |       |       |
| Белые ирландцы | Лухт-шулта | Другие белые | Негры | Азиаты | Другие | Не указано | сумма | 2006  |
| 982 | 1          | 115          | 0     | 25     | 17     | 6          | 1146  | 1158  |
| Доля от всех отвечавших на вопрос, %                                                                                   |            |              |       |        |        |            |       |       |
| 85,7 | 0,1        | 10,0         | 0,0   | 2,2    | 1,5    | 0,5        | 100   | 99,01 |

1 — доля отвечавших на вопрос о языке от всего населения.
| Владение ирландским языком (Тема 3 — 1 : Число людей от 3 лет и старше по способности говорить по-ирландски, 2006) |      |            |       |       |
| Владеете ли Вы ирландским языком?                                                                                  |      |            |       |       |
| Да | Нет  | Не указано | сумма | 2006  |
| 406 | 690  | 13         | 1109  | 1158  |
| Доля от всех отвечавших на вопрос о языке, %                                                                       |      |            |       |       |
| 36,6 | 62,2 | 1,2        | 100   | 95,81 |

1 — доля отвечавших на вопрос о языке от всего населения.
| Использование ирландского языка (Тема 3 — 2 : Говорящие по-ирландски от 3 лет и старше по частоте использования ирландского языка, 2006) |                                                            |                                               |                                               |                                               |                                               |                                               |       |                                     |      |
| Как часто и где Вы говорите по-ирландски?                                                                                                |                                                            |                                               |                                               |                                               |                                               |                                               |       |                                     |      |
| ежедневно, только в образовательных учреждениях                                                                                          | ежедневно, как в образовательных учреждениях, так и вне их | в других местах (вне образовательной системы) | в других местах (вне образовательной системы) | в других местах (вне образовательной системы) | в других местах (вне образовательной системы) | в других местах (вне образовательной системы) | сумма | всего, отвечавших на вопрос о языке | 2006 |
| ежедневно, только в образовательных учреждениях                                                                                          | ежедневно, как в образовательных учреждениях, так и вне их | ежедневно                                     | каждую неделю                                 | реже                                          | никогда                                       | не указано                                    | сумма | всего, отвечавших на вопрос о языке | 2006 |
| 101 | 0                                                          | 15                                            | 21                                            | 159                                           | 103                                           | 7                                             | 406   | 1109                                | 1158 |
| Доля от всех отвечавших на вопрос о языке, %                                                                                             |                                                            |                                               |                                               |                                               |                                               |                                               |       |                                     |      |
| 9,1 | 0,0                                                        | 1,4                                           | 1,9                                           | 14,3                                          | 9,3                                           | 0,6                                           | 36,6  | 100                                 |      |

| Типы частных жилищ (Тема 6 — 1(a) : Число частных домовладений по типу размещения, 2006) |          |         |                 |            |       |      |
| Отдельный дом                                                                            | Квартира | Комната | Переносные дома | не указано | сумма | 2006 |
| 419                                                                                      | 30       | 1       | 0               | 14         | 464   | 1158 |